# Incestophantes laricetorum
Incestophantes laricetorum là một loài nhện trong họ Linyphiidae.
Loài này thuộc chi Incestophantes. Incestophantes laricetorum được Andrei V. Tanasevitch & Kirill Yuryevich Eskov miêu tả năm 1987.